# Marc-Kanyan Case
Marc-Kanyan Case (* 14. September 1942 auf Lifou, Neukaledonien; † 6. Januar 2023) war ein französischer Fußballspieler.

## Karriere
Marc-Kanyan Case kam im Dezember 1963 aus Neukaledonien zum Gazélec FC Ajaccio. Mit 27 Jahren wechselte er 1969 zum SEC Bastia. Mit dem Klub erreichte er das Finale der Coupe de France 1971/72, wo das Team Olympique Marseille unterlag. Eine erfolgreiche Revanche gelang Case mit Bastia im Supercup 1972. Nach 182 Spielen und 58 Toren für Bastia zog es Case von Korsika auf das französische Festland. Dort war er zwei Spielzeiten bei Olympique Nîmes aktiv, ehe er wieder zum Gazélec FC Ajaccio zurückkehrte.
Mit der französischen Olympiaauswahl belegte Case bei den Sommerspielen 1968 in Mexiko den fünften Platz. Zudem wurde er mit Frankreich ein Jahr zuvor Mittelmeerspielesieger und war Nationalspieler für die neukaledonische Fußballnationalmannschaft.
Nach seiner Karriere kehrte er nach Neukaledonien zurück. Dort war er zwanzig Jahre Abgeordneter für Les Républicains im Stadtrat von Nouméa. Des Weiteren war er Vizepräsident des Kongresses von Neukaledonien.